# Коробцов, Андрей Сергеевич
Андрей Сергеевич Коробцов (род. 27 апреля 1987, Джезказган) — российский скульптор, член Московского Союза художников. Автор более 200 работ, включая 40 памятников.

## Биография
Родился в 1987 году в Джезказгане (Казахстан). Мать, Людмила Алексеевна — инженер. Отец, Сергей Петрович — сварщик на горно-обогатительном комбинате в Губкине. В 1994 году семья Коробцовых переехала в Губкин, где окончил общеобразовательную и художественную школы. Потом Андрей уехал в Москву учиться мастерству лепки. В 2011 году окончил факультет скульптуры Российской академии живописи, ваяния и зодчества (руководители: С. А. Щербаков и М. О. Красильников) с дипломной работой «Евгений Родионов». С 2011 года Андрей Коробцов является членом Московского Союза художников и активно работает в области монументальной скульптуры. Живёт и работает в Москве.

## Творчество
В 2010 году Андрей Коробцов совместно с архитектором Константином Фоминым основал в Москве архитектурно-скульптурную мастерскую. За годы сотрудничества творческий тандем реализовал ряд крупных проектов как в России, так и за рубежом. Среди наиболее значительных работ мастерской памятник русской княгине Ольге Константиновне Романовой в греческом городе Салоники (2016), монумент Герою Советского Союза Ханпаше Нурадилову в Грозном (2018), монумент Греческому легиону императора Николая I в Севастополе (2016), памятник фронтовой собаке на Поклонной горе в Москве (2013), памятник металлургам в Туле (2015), памятник первопроходцам Курской магнитной аномалии в Губкине Белгородской области (2012). Андрей Коробцов также является соавтором памятника Петру Аркадьевичу Столыпину в Москве.
В 2017 году на главной площади Калуги был открыт памятник Ивану III, автором идеи которого был Андрей Кончаловский, а воплотил образ правителя в бронзе Андрей Коробцов.
В числе реализованных проектов скульптора многочисленные мемориальные доски известным деятелям, таким как актёр Евгений Весник, историк Сергей Вяземский, первая леди Великобритании Спенсер-Черчилль и другим.
Значительную часть станкового творчества А. Коробцова составляет балетная серия работ, связанная с появлением в жизни скульптора прима-балерины Большого театра Евгении Образцовой. В 2014 году она стала его супругой и послужила прообразом и моделью для большинства работ цикла.
1 апреля 2018 года в концертном комплексе «Филармония-2» был открыт монументальный барельеф русского композитора Сергея Рахманинова.
В 2018 году проект Андрея Коробцова и архитектора Константина Фомина победил в конкурсе проектов Ржевского мемориала Советскому солдату. Открытие мемориала состоялось 30 июня 2020 года.
2020 год — конный памятник генералу от инфантерии Пётру Котляревскому на набережной Феодосии.
2021 год — памятник М. П. Девятаеву в посёлке Торбеево. Открыт памятник защитнику Отечества в Частоозерье Курганской области. В Комсомольске-на-Амуре открыт бюст В. Е. Копылову. В честь 800-летия Александра Невского открыт мемориал «Молитва перед боем» в Тосненском районе Ленинградской области.
2022 год — скульптуры Танцовщицы, Скрипача, Трубача и Балерины на портике главного фасада Концертного зала имени Чайковского.
2024 год — Мемориальный комплекс «Мирным гражданам Советского Союза, погибшим в ходе Великой Отечественной войны». Открыт 27 января 2024 года. Расположен в деревне Зайцево Гатчинского района Ленинградской области. Авторы монумента — скульптор Андрей Коробцов и архитектор Константин Фомин.

Памятник П. А. Столыпину в Москве
Мемориальная доска историку С. М. Вяземскому в Санкт-Петербурге
Памятник Ханпаше Нурадилову
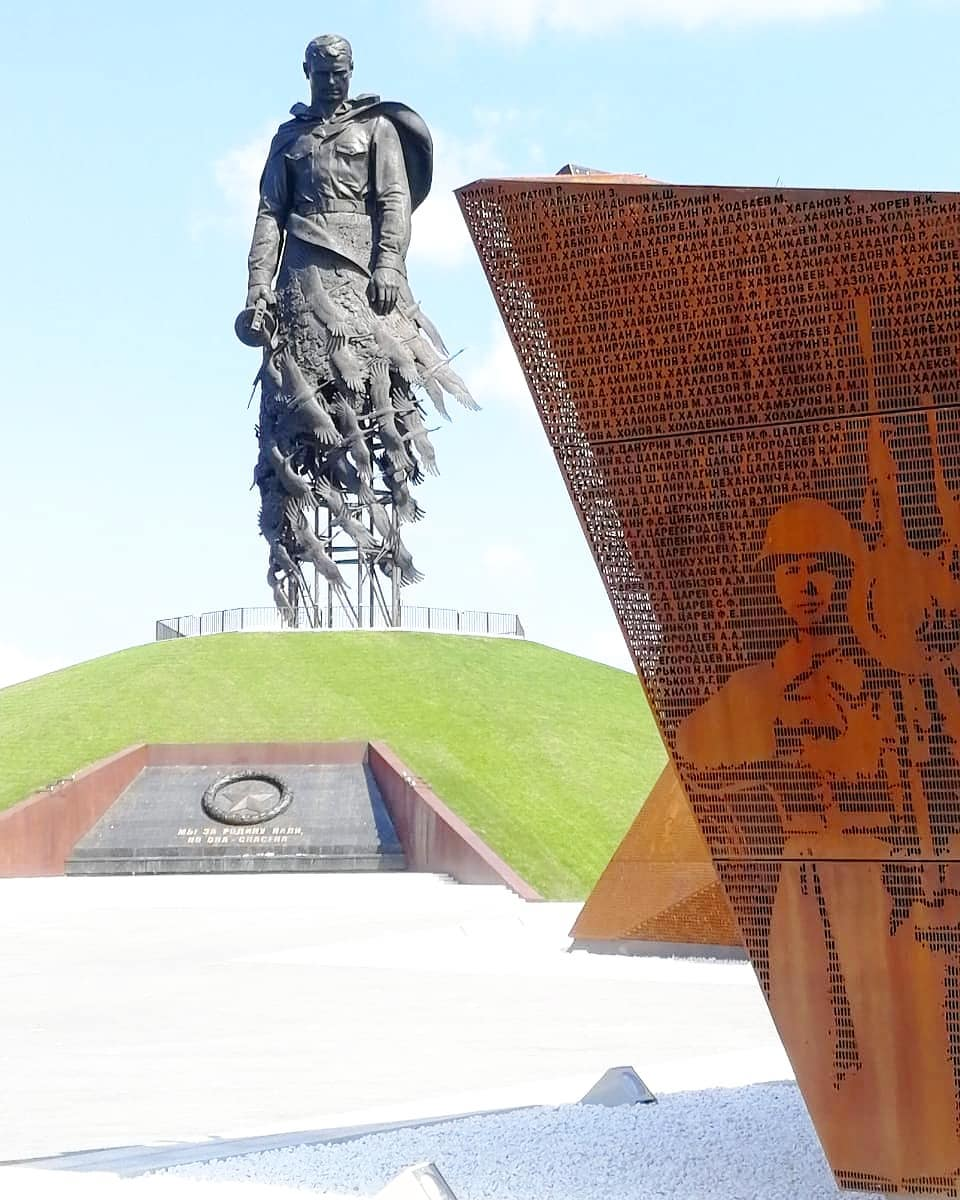
Ржевский мемориал Советскому солдату у деревни Хорошево

## Оценки творчества
Режиссёр Андрей Кончаловский о памятнике Ивану III в Калуге:
Он достиг ощущения мощи движения. Через гиперболу былинности Ивана, готового шагнуть с постамента в мир, Коробцов мастерски передал метафоричность русского духа. Его Иван III — символ русского духа. Это о нём писал Достоевский: «Широк, широк мир русского человека. Хорошо бы сузить». В широте и есть движение, что в камне и бронзе передать трудно. Андрей Коробцов смог.

## Награды
- Медаль «За труды в культуре и искусстве» (2 июня 2022 года) — за вклад в реализацию проекта по созданию Ржевского мемориала Советскому солдату[30].
- Благодарность Президента Российской Федерации (8 ноября 2023 года) — за заслуги в развитии отечественной культуры и искусства[31].
- Премия Союзного государства в области литературы и искусства за 2021—2022 годы (2022 год)[32].
- Государственная премия Российской Федерации в области литературы и искусства 2023 года (11 июня 2024 года) — за создание памятников и мемориалов, посвящённых знаковым событиям отечественной истории[33][34].

## Личная жизнь
Жена — прима-балерина Большого театра Евгения Образцова.
Дети — близнецы Анастасия и София.